# Štěstí (opera)
Štěstí (v německém originále Das Glück) je opera — skladatelem označená jako "pohádka v tónech" (Tonmärchen) — o jednom dějství pražského německého skladatele Rudolpha von Procházky (opus 15). Libreto napsal německý skladatel Theodor Kirchner (1823-1903).
Opera měla premiéru dne 27. března 1898 ve vídeňském divadle Carltheater. Následujícího roku ji uvedlo též Nové německé divadlo v Praze (další inscenace roku 1914). 7. října 1910 ji uvedlo též Městské divadlo v Brně.

## Osoby
- Winfried, poustevník
- Rytíř
- Kupec
- Voják
- Básník
- Štěstí

## Děj opery
Opera se odehrává před lesní poustevnou v dávné době.
Poustevník Winfried se před svou chýší věnuje pravidelné ranní modlitbě (píseň Schon ist der stille Wald erwacht). Náhle se před ním objeví Štěstí a prosí o ochranu a pomoc. Winfried je však považuje za ďábelské zjevení a hrubě je odmítá. Tu se Štěstí ukazuje ve své pravé podobě a stýská si, že je nejsmutnějším a nejnešťastnějším stvořením na světě. Každý Štěstí nahání jako divou zvěř a nenechá je ani chvíli spočinout.
Již se blíží pronásledovatelé — Rytíř, Kupec, Voják a Básník — a Winfried posílá Štěstí do své chýše. Tam ať si oblékne jeho kutnu a změní se k nepoznání. Pronásledovatelé se zastaví před poustevníkem a každý z nich prohlašuje svůj nárok na Štěstí. Když Básník tvrdí, že Štěstí spočívá v odříkání, ukáže poustevník na svou chatrč. Pronásledovatelé do ní vtrhnou, ale ke svému zklamání naleznou jen neznámého starce.
Když pak Winfriedovi vyhrožují, poustevník se ospravedlňuje a prozradí, že se Štěstí ukrylo v lese za poustevnou. Pronásledovatelé pokračují v honu (píseň Wir müssen alles lassen). Jakmile se vzdálí, vychází Štěstí z chýše a děkuje svému zachránci. Prosí Winfrieda, aby u něj smělo zůstat, a jako dík za svolení nechá kolem poustevny rozkvést květiny a všechny ptáky lesa sezve k serenádě (duet Ich fühle, auch mich verlebten Mann).
V lesní pustině u Winfrieda se Štěstí cítí poprvé samo šťastno. Diví se jen, že si poustevník nic nepřeje; nabídku, že jej učiní krásným, mladým a moudrým, odmítá. Když ale Štěstí stále naléhá, vyslovuje přání, aby byl osvobozen od všech strastí života. Štěstí se zděsí, přece mu však hodlá toto přání splnit. Winfried musí Štěstí políbit, chce-li, aby byla jeho prosba vyslyšena.
Zbožný poustevník však má strach, že by v něm tento polibek vzbudil hříšnou vášeň. Modlí se, aby tomuto pokušení odolal (duet Ich fliehe zu dir), a odchází rozjímat do lesního klidu. Štěstí hořekuje nad svým osudem, že nemůže tomuto člověku přinést již žádné štěstí. Vítr, potok a další hlasy lesa je utěšují a ukolébají k spánku; Štěstí je po dlouhé době opět šťastné (sbor Nun laßt uns verstummen).
Mezitím se poustevník vrátil ke své chýši. Vnitřní mír nenašel, ale když vidí Štěstí spát před poustevnou, zmocní se jej touha je políbit. Zanotuje píseň (Der Wald ringsum) a vtiskne Štěstí polibek. Trnitá větévka se jej pokouší zastavit, ale marně. Jak mu Štěstí předpovědělo, klesá Winfried s polibkem okamžitě mrtev k zemi. Tím se Štěstí probudí a vidí, co se stalo.
Nyní se Štěstí musí opět vystavit lidskému pronásledování. Pomalu mizí a na Winfriedovo tělo prší růže. Za sboru lesích duchů (Vom Erdenleid für immer befreit) padá opona.